# Шотландська колонізація Америки
Шотландська колонізація Америки включає декілька невдалих спроб заснувати поселення у Північній Америці; колонію в Дар'єні, Панама; декілька повністю або частково шотландських поселень після Акту про Унію 1707 року, та ще кілька примусових переселень після Битви при Каллодені та зачистці Шотландського високогір'я.

## Вінландські експедиції (бл. 1000 року)
В ісландській Сазі про Еріка Рудого сказано, що Торфінн Карлсефні, відпливши з Гренландії у 1004 або 1005 році, взяв з собою в експедицію двох шотландських рабів — чоловіка Гакі та жінку Гекя. Він досягнув берегів Вінланда, який декілька років до того відкрив Лейф Еріксон. Пару висадили на берег та залишили там ночувати, щоб перевірити, на скільки ця територія безпечна для заснування поселення. Раби вижили, і норвежці заснували поселення.
Кожне поселення вікінгів у Вінланді проіснувало не довше 2 років, що може мати декілька можливих причин, серед яких розбіжності між колоністами-чоловіками щодо кількох жінок, які супроводжували їх у подорожі, і збройні сутички з місцевими жителями, яких вікінги називали «скрелінг» (ісл. skræling) — обидві ці причини вказані в письмових джерелах.

## Нова Шотландія (1621)
Існує версія, що ще в XIV ст. шотландський мандрівник Генрік Синклер, граф Оркнейський, побував у Північній Америці. Однак, вірогідніше, що він відвідав лише Ґренландію і, можливо, Ньюфаундленд. В будь-якому випадку, ця мандрівка не викликало інтересу в шотландських монархів до освоєння заморських територій.
Перша спроба створити шотландську колонію в Америці датується 1621 роком, коли король  Яків VI подарував одному зі своїх придворних, серові Вільяму Олександеру, патент на заснування колонії Нова Шотландія на узбережжі сучасної Канади, на північ від Нової Англії. І вже в 1622 році перші шотландські колоністи прибули до Америки, проте заснувати постійне поселення не вдавалось через брак припасів та робочої сили.
У зв'язку з труднощами зі знаходженням достатньої кількості кваліфікованих емігрантів, у 1624 році Яків VI створив новий титул баронета (в Англії існував з 1611 року), який можна було отримати за 6 робітників з провіантом, інструментами та одягом, розрахованих на два роки перебування в колонії, або за виплату 3000 шотландських мерків (монет) власникові колонії Вільяму Олександеру. Спочатку інтерес до нового титулу був незначним, але до кінця 1620-х кількість баронетів досягла декількох десятків (щоправда, більшість надавала перевагу виплаті коштів).
У 1627 році англо-шотландський флот захопив французьку фортецю Порт-Роял на узбережжі Канади, яка стала центром колонії Нова Шотландія. З 1629 року поселення шотландських колоністів стали постійними. Нова колонія, будучи офіційно володінням Шотландії, а не Англії, не підпорядковувалась англійським законам, в тому числі Навігаційному актові, який забороняв пряму торгівлю третіх країн з американськими колоніями. Це привабило до Нової Шотландії купців з Іспанії та Нідерландів.
Закінчення війни між Англією та Францією (1627—1629) мало негативний вплив на шотландські колонії. За умовами Сузького миру канадське узбережжя передавалось Франції. У 1632 році колонія Нова Шотландія була ліквідована.
На даний час на території колишньої колонії Нова Шотландія знаходиться однойменна провінція Канади.

## Кейп-Бретон (1625)
Незабаром, після першої спроби заснувати Нову Шотландію, у 1625 році Яків VI затвердив хартію для іншої колонії на канадському узбережжі — на острові Кейп-Бретон (острів). Колонію назвали Новий Хелловей на честь давньої шотландської провінції. Проте через недостатню кількість емігрантів поселення на Кейп-Бретоні існували недовго. У 1632 році Кейп-Бретон був переданий Франції.

## Східний Нью-Джерсі (1683)
23 листопада 1683 року король Англії і Шотландії Карл II підписав хартію для колонії Нью-Джерсі на американському узбережжі, яка повинна була складатися з англійської західної та шотландської східної частин. Шотландська частина була власністю дванадцятьох власників на чолі з Робертом Барклеєм, одним з лідерів квакерів, який став першим губернатором Східного Джерсі.
Незважаючи на те, що квакери були важливою силою, основну частину якої складали власники Східного Джерсі, поселення позиціонувалось більше як національне, аніж релігійне, частково, очевидно, тому, що у 1660-х та 1670-х квакерів переслідували.
У 1683 році шотландці почали приїжджати до Перс Ембой у Східному Джерсі та оселились на південь від округу Монмаут. У 1686 році місто стало столицею провінції.
Впродовж 1680-х в колонію переселились близько 700 шотландців, в основному з Абердиншира і Ангуса. Наступна хвиля еміграції привела до Східного Джерсі ковенантерів, яких король  Яків VII виселив з Шотландії. Після прибуття їх спочатку помістили в боргову кабалу, однак судом вони були оголошені вільними, оскільки потрапили в неї не з власної волі. У 1690-х під час правління  Вільгельма III потік колоністів значно зменшився через симпатії частини власників колонії до якобітів; він не збільшувався аж до 1720-х.
До 1697 року усі губернатори Східного Джерсі були шотландцями, а домінуючою релігією було шотландське пресвітеріанство.

## Стюартстон, Кароліна (1684)
Хоча провінція Кароліна була англійською колонією на початку 1680-х, сер Джон Кохран з Охілтрі та сер Джордж Кемпбел з Сеснока домовились про купівлю землі для шотландського поселення. В цьому їм допоміг граф Шефстбері, головний серед власників Кароліни, щоб створити рай для ковенантерів, оскільки цим шотландцям надавалась гарантія свободи та автономного контролю над колонією, яка розширилась від Чарлстауна (Чарлстон) до території іспанців.
З моменту заснування колонії шотландці вели постійні війни з місцевими індіанськими племенами та іспанцями Флориди. У 1686 році іспанці у відповідь відправили три кораблі з 150 солдатами та індіанських союзників для атаки Стюартстона. У зв'язку з нещодавньою хворобою, було лише 25 шотландців, які не могли захищатися, і місто було повністю знищене.

## Дар'єнський проект (1695)
Дар'єнський проект, мабуть, найвідомішим колоністським зусиллям Шотландії з найкатастрофічнішими наслідками. У 1695 році шотландський парламент прийняв акт про заснування «Шотландської компанії з торгівлі з Африкою та Індіями», який згодом затвердив король Вільгельм III. Компанія отримала монопольні права на торгівлю Шотландії з Африкою та Азією і право на заснування колоній на території, яка не є власністю інших держав. Акціонерний капітал для нового підприємства, £ 400000, був повністю зібраним в Шотландії, оскільки через опір з боку англійського уряду і англійської Ост-Індської компанії, які побоювались конкуренції з шотландцями, акції не були допущені до продажу ні в Англії, ані в континентальній Європі.
У 1696 році близько 2500 шотландських переселенців з двох експедицій заснували торгову колонію в Дар'єні на Панамському перешийку. Серед колоністів були колишні солдати, священики, моряки і вихідці з дрібного шотландського дворянства, які отримали від 50 до 150 акрів (0,61 кв. км) кожен. Колонією управляв вибірний комітет, голова якого переобирався що два тижні. Але молода колонія відразу ж стикнулась з цілим комплексом проблем: нестачею продовольства через голод в Шотландії, малярією, тропічною погодою, ворожістю сусідніх іспанських колоній і елементарною відсутністю досвіду колоніального життя у шотландських переселенців. Крім того, засновуючи колонію, яка орієнтувалася на торгівлю з кораблями, які курсували Тихим океаном і Карибським морем, колоністи привезли з собою товари, які не підходили для такої торгівлі: перуки, чоботи, Біблії, шерстяний одяг і глиняні люльки.
Дар'єн не отримував жодної допомоги від англійських колоній Вест-Індії, попри те, що згідно з актом 1695 року таку допомогу обіцяв король Вільгельм III. Тому шотландцям довелося розраховувати лише на свої сили. У 1699 році колоністи найняли одного з ямайських корсарів для нападів на іспанські торгові судна, однак великого успіху цей захід не мав. У відповідь на Дар'єн напав іспанський експедиційний корпус і швидко вигнав звідти колоністів, чисельність який до того часу значно зменшилась через хвороби та голод. Колонія припинила своє існування, що спричинило крах Шотландської торгової компанії і стало однією з причин фінансової кризи в самій Шотландії (капітал компанії становив 400 тис. фунтів стерлінгів, а обороти компанії складали 1/5 всього бюджету Шотландії) та укладенню шотландсько-англійської унії у 1707 році.